# Myzostoma echinus
Myzostoma echinus is een ringworm uit de familie Myzostomatidae.
Myzostoma echinus werd in 1884 voor het eerst wetenschappelijk beschreven door Graff.